# Múrcia
|  | Per a altres significats, vegeu «Murcia». |

Múrcia (oficialment i en castellà Murcia) és una ciutat de 469.177 habitants (2023), que forma una conurbació de més de 550 000 habitants amb els municipis de Molina de Segura i Alcantarilla, ambdós a 6 quilòmetres del seu centre urbà. És capital de la Regió de Múrcia i de la comarca de l'Horta de Múrcia. És tracta actualment una de les àrees urbanes espanyoles més joves i de major creixement.
Situada a la vora del riu Segura, És tracta d'una ciutat majoritàriament plana però amb altes serralades com la de Carrascoy, que rodegen la vall del Segura, i tossals aïllats entre els quals destaca el de Monteagudo. El municipi de Múrcia fa frontera amb el País Valencià.

## Població

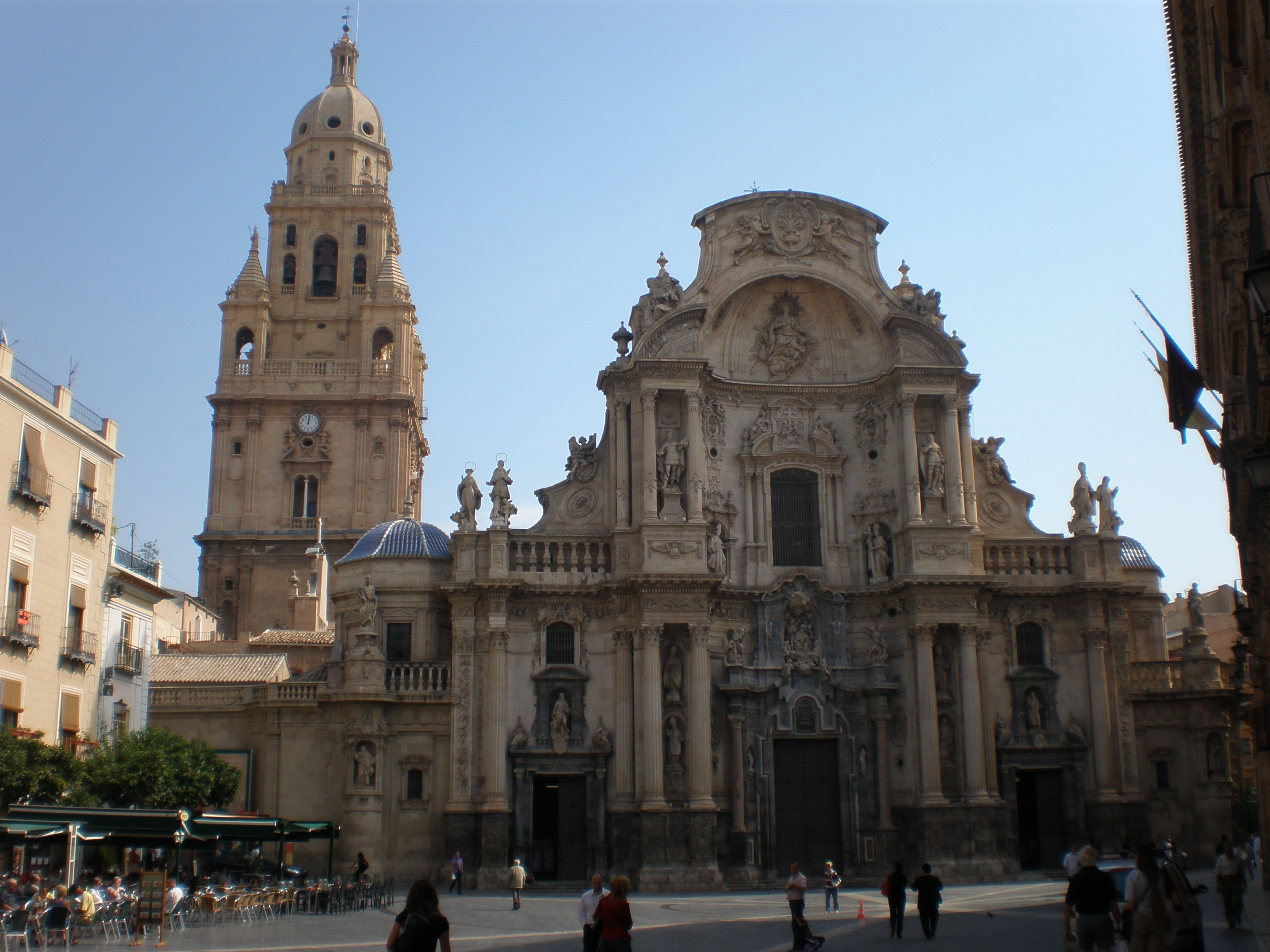
Catedral de Múrcia

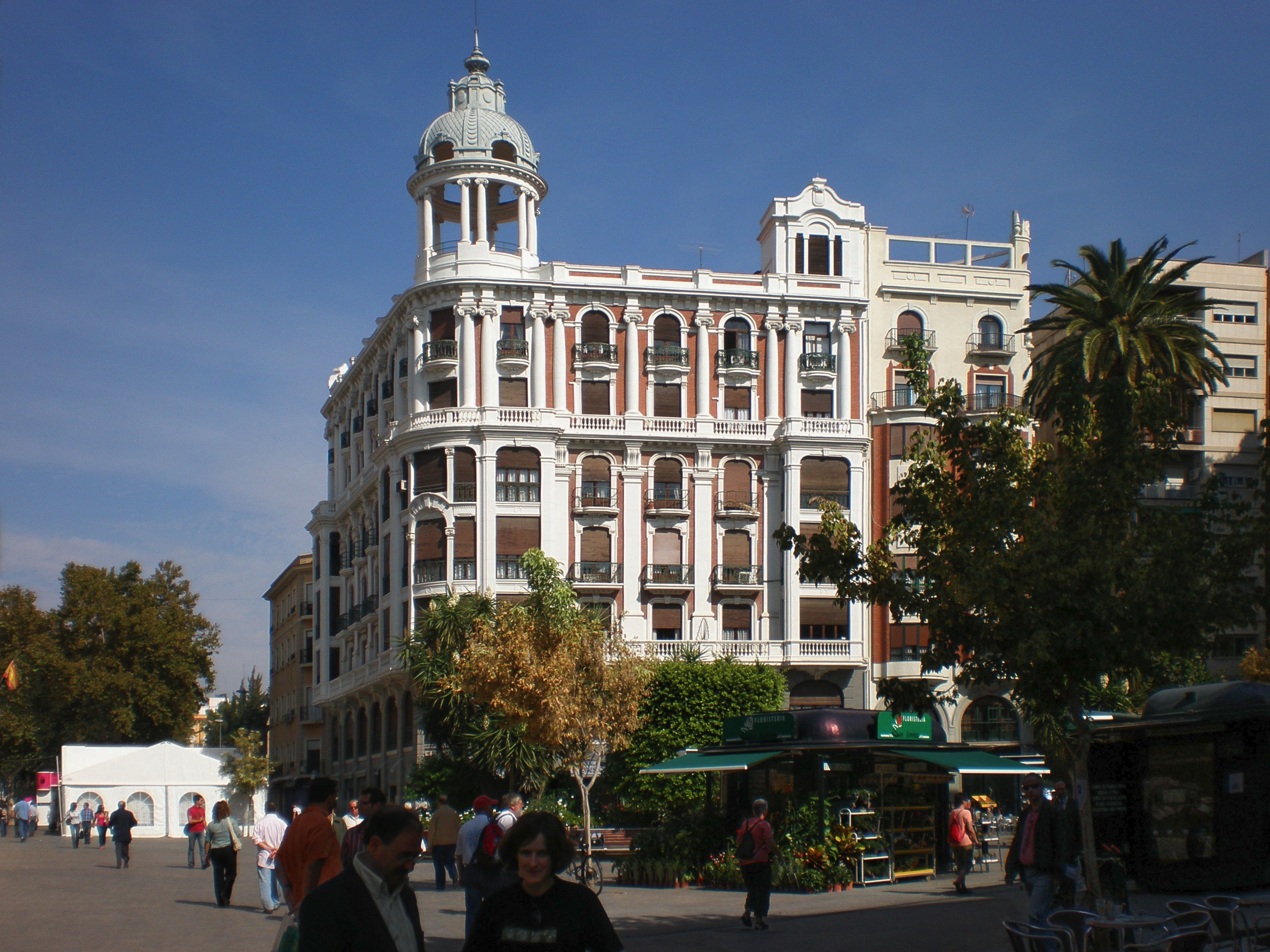
Plaça de Santo Domingo

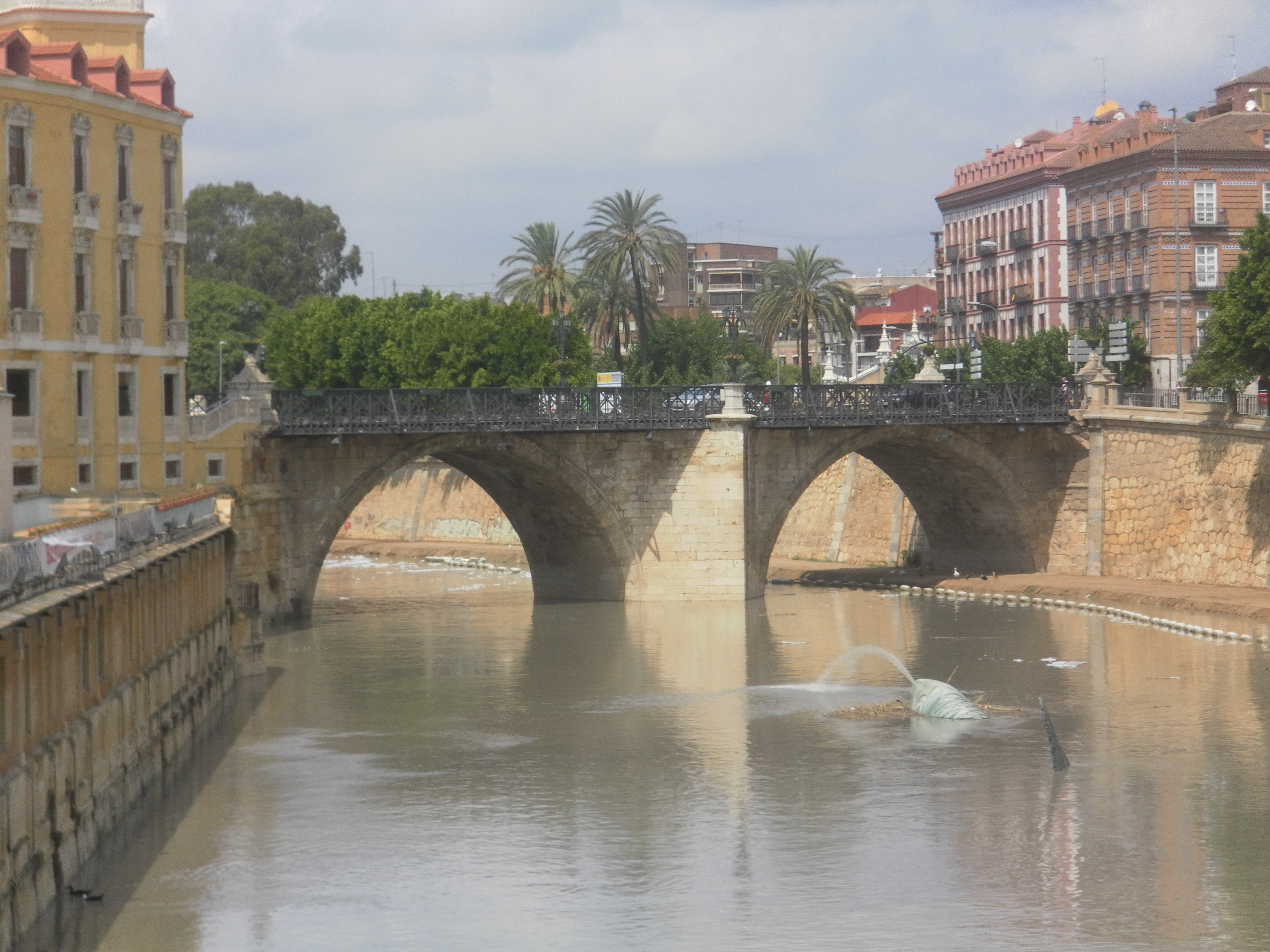
Pont dels Perills (Puente de los Peligros) sobre el riu Segura.

En 2017 tenia 443.243 habitants, dels quals en residien 168.191 a la ciutat pròpiament dita, menys del 38%. En conjunt, representa la setena ciutat espanyola en nombre d'habitants.
| Entitat                 | Habitants (2017) |
| ----------------------- | ---------------- |
| La Albatalía            | 2023             |
| La Alberca              | 12 528           |
| Algezares               | 5475             |
| Aljucer                 | 7620             |
| La Arboleja             | 2079             |
| Baños y Mendigo         | 581              |
| Barqueros               | 1047             |
| Beniaján                | 10 916           |
| Cabezo de Torres        | 12 885           |
| Cañada Hermosa          | 189              |
| Cañadas de San Pedro    | 340              |
| Carrascoy               | 96               |
| Casillas                | 4743             |
| Churra                  | 7614             |
| Cobatillas              | 2508             |
| Corvera                 | 2444             |
| Los Dolores             | 4787             |
| Era Alta                | 3090             |
| El Esparragal           | 7188             |
| Garres y Lages          | 7393             |
| Gea y Truyols           | 1055             |
| Guadalupe               | 6866             |
| Javalí Nuevo            | 3253             |
| Javalí Viejo            | 2255             |
| Jerónimos y Avileses    | 1470             |
| Lobosillo               | 1930             |
| Llano de Brujas         | 5639             |
| Los Martínez del Puerto | 821              |
| Monteagudo              | 3861             |
| La Ñora                 | 4802             |
| El Palmar               | 23 107           |
| Puebla de Soto          | 1765             |
| Puente Tocinos          | 16 418           |
| El Puntal               | 6622             |
| El Raal                 | 6311             |
| Los Ramos               | 2912             |
| La Raya                 | 2221             |
| Rincón de Beniscornia   | 939              |
| Rincón de Seca          | 2232             |
| San Benito              | 13 900           |
| San Ginés               | 2598             |
| San José de la Vega     | 4605             |
| Sangonera la Seca       | 5521             |
| Sangonera la Verde      | 11 296           |
| Santa Cruz              | 2453             |
| Santiago y Zaraiche     | 9827             |
| Santo Ángel             | 5949             |
| Sucina                  | 2014             |
| Torreagüera             | 8853             |
| Valladolises            | 687              |
| Zeneta                  | 1649             |

## Geografia
El municipi de Múrcia se situa en el sud de la comunitat autónoma Regió de Múrcia y és la capital d'aquesta i les seves coordenades són 37º 59' al nord de latitud i 1º 07' de longitud. Té frontera amb els municipis Campos del Río, Las Torres de Cotillas, Molina de Segura i Santomera al nord; a l'est amb Beniel i Oriola; a l'oest es troben Mula, Librilla i Alhama de Murcia i és contigu a Fuente Álamo, Torre-Pacheco i Cartagena al sud.
La seva extensió és 881,60 km². Està dividit per les serres Carrascoy, El Puerto, Villares, Columbares, Altaona y Escalona. Això ha definit dos zones: el Campo de Múrcia i La Huerta. Políticament està dividit en 28 barris i 54 pedanies.
A la zona anomenada Campo de Múrcia, se situen les pedanies Carrascoy-La Murta, Corvera, Valladolises y Lo Jurado, Baños y Mendigo, Los Martínez del Puerto, Gea y Truyols, Jerónimo y Avileses, Sucina, i Lobosillo. Aquesta última pedania està discontinua del municipi restant. Aquesta zona se situa aproximadament a la meitat sud del municipi.
A l'Horta de Múrcia se troba el riu Segura i el seu afluent Guadalentí. Al voltant d'aquesta plana del riu situen les altres diputacions.

### Clima
Té un clima mediterrani, amb uns hiverns suaus (malgrat que no tant com sembla, a causa de l'elevada humitat) i estius molt calorosos, fonamentalment a causa del seu enclavament enmig d'una vall.
La temperatura mitjana anyal és 18 °C. En gener és de 10 °C i en la resta de mesos de 25º. Les pluges són força poc freqüents.

## Economia
Tradicionalment basada en l'agricultura de l'Horta de Múrcia, és cada dia més una ciutat de serveis i indústria.
Compta amb una universitat pública (Universitat de Múrcia) i una de privada (UCAM) i amb la major part de les institucions autonòmiques de la Regió de Múrcia no obstant el parlament està a Cartagena.

## Festes locals
Les de Setmana Santa, on es regalen per tot arreu caramels, llaminadures i entrepans per part dels penitents: el Dijous Sant es realitza el Desfile de las Flores ('desfilada de les flors'), anomenat antigament Batalla de las Flores.
La setmana següent són les Festes de Primavera, que tenen el seu origen al segle xix com un perllongament de la Setmana Santa: anomenades al principi Fiestas de Abril («festes d'abril»), en destaca el Bando de la Huerta (dimarts) i l'Entierro de la Sardina (dissabte). El Bando de la Huerta és una desfilada que té lloc en el centre de Múrcia amb bandes de música, gegants i capgrossos, grups de dansa i carrosses empenyades per tractors on són mostrats elements típics de l'Horta de Múrcia. Des d'elles, persones abillades amb vestits d'època repartixen aliments propis de la regió com botifarres de sang, llonganisses, faves, etc. L'enterrament de la sardina a Múrcia culmina amb una cremada de sardines.
També hi ha la Feria de Septiembre, amb les festes de moros i cristians.
El dia de la regió se celebra el 9 de juny.

## Gastronomia
La cuina murciana té influències de les veïnes cuina manxega, valenciana i granadina. No obstant la regió de Múrcia pertany al llevant espanyol i això es fa veure en el caràcter mariner d'alguns plats, sent el seu ingredient característic l'arròs i algunes preparacions de peix en salaó: mojamas.
En el cas de Múrcia es fa veure una abundant horta a l'interior (representant la cuina riberenca i hortolana), una inclinació pels productes del porc identificats amb la matança del porc (cuina manxega), i una abundant cuina de peix i marisc. Cal destacar que els elements bàsics de la cuina murciana són el pebrot i el tomàquet. Una de les preparacions més singulars és el pastís de carn murcià («regal de gent rica i arranjament de la pobra»).

## Personatges il·lustres
- Abu-r-Rabí ibn Sàlim al-Kalaí, savi andalusí.
- Ibn al-Arabí
- Ibn Sabin al-Mursí, (1207-1260) savi.[8]
- Diego de Saavedra Fajardo, (1584-1640) fou diplomàtic i escriptor sobretot polític, i representà a la cort espanyola a Europa el segle xvii.[9]
- Pedro Orrente Jumilla[10]
- Salvador Jacinto Polo de Medina, (1603-1676) autor de literatura, concretament del estil humorístic de Gòngora.[11]
- Diego Mateo Zapata[12]
- Francisco Salzillo, (1707-1783) escultor del barroc especialitzat en la producció d'imatgeria religiosa.[13]
- Roque López, (1747-1811) escultor i alumne principal de Francisco Salzillo.[14]
- Diego Clemencín Viñas[15]
- Juan Palarea y Blanes[16]
- Julián Romea, (1813-1868) actor.[17]
- Antonio López Almagro, (1839-1904) compositor i organista.
- Antonio García Alix[18]
- Nicolás Almagro
- José Ruiz y Muñoz, (1835-[...?]) compositor.
- Juan González Moreno, (1908-1996) escultor.[19]
- Ramón Gaya, (1900-2005) pintor.[20]
- Jerónimo Tristante, escriptor.[21]

## Història

### Edat Antiga
El municipi murcià era testimoni del habitatge humà des de la prehistòria. Els primers pobladors se instal·laven en zones elevats. Un cas concrete es un puig de la pedania de Monteagudo que té el mateix nom, aquest estava poblat des del calcolític i hi resten vestigis arqueològics.
En l'edat del bronze una civilització provinent de l'Orient Mitjà arrivà al sud-est de la península Ibèrica. En Múrcia aquestes persones tenien residències a la pedania de La Alberca i aquesta actualment alberga un jaciment arqueològic. El puig de Monteagudo era també habitat en aquesta època històrica i pels argàrics en aquest període. A la serra de Carrascoy hi havia també presència argàrica, concretament en un turó anomenat Puntarrón Chico.
Hi havia presència íbera el primer mi·leni aC Concretament a pedania Garres y Lages. Se sap que molt prop d'aquest lloc hagué un petit poblat íber. A prop de l'actual santuari de la Fuensanta hi ha un petit temple consagrat a una deessa local. El puig de Monteagudo també era escenari de habitatge íber.
Quan la civilització romana estava a la península Ibérica la presència en aquest municipi era escassa. Hi ha constància d'habitació de persones d'aquesta civilització a prop del municipi Alcantarilla i de Monteagudo amb restes de arqueològics. Múrcia estava més habitada en la época tardoromana. Testimoni de això és la falda de la serra de Carrascoy amb jaciments arqueològics.
D'altra banda, el Campo de Murcia no estava poblat en el període calcolític, l'edat del bronze, ni en l'època romana.

### Edat Mitjana
Múrcia va formar part de la kura (districte) de Tudmir. Múrcia (Mursiya en àrab) fou fundada probablement en el regnat d'Abd al-Rahman II ibn al-Hakam, vers 825 (el 831 segons "al-Rawf al-mitar") per obra del governador de la kura Djabir ibn Malik ibn Labid, i aviat va suplantar a Uryula (moderna Oriola) com a principal centre urbà de la regió. Aquesta fou teatre com altres regions de la lluita entre iemenites i mudarites. En temps de l'emir Abd-Al·lah ibn Muhàmmad (888-912) un rebel, Daysam ibn Ishaq, es va revoltar en aliança amb Úmar ibn Hafsun i va governar com a virtual emir independent tota la kura de Tudmir o Múrsiya fins que l'emir de Còrdova va enviar un exèrcit manat pel seu oncle Hisham ibn Abd al-Rahman ibn al-Hakam i el general Ahmad ibn Muhammad ibn Abi Abda, que va sotmetre la regió. Daysam fou derrotar entre Aledo i Llorca i aquesta darrera ciutat fou atacada. No obstant la situació de rebel·lió latent va subsistir encara uns anys més, durant tot el regnat d'Abd al-Rahman III i la primera part del seu successor al-Hàkam II. Per la història fins a la incorporació del Regne de Múrcia a la Corona de Castella a 1243, la rebel·lió mudèjar i la intervenció militar de la Corona d'Aragó, vegeu: emirat de Múrsiya.
Al principi del segle xiv hi havia una crisi a Europa. Múrcia estava afectada per aquesta i també per un episodi de pesta. Endemés a la reconquista cristiana, es deixaren les tècniques de cultiu àrabs. Això causà una alta pèrdua de població pròxima a la nul·la població d'aquest territori.

### Edat Moderna
En el segle xv hi hagué en algunes vegades crisis petites que alentiren el desenvolupament d'aquest lloc. També ocorregueren dos episodis de pesta els anys 1524 i 1558-1559.
A Múrcia hi hagué un període de crisi el segle xvii. Aquests anys eren molt durs sobretot des de 1647 a 1653. Cap a 1648 hi arrivà la pesta de València malgrat que els governants feren accions preventives. El any 1651 una riuada anomenada riada de San Calixto hi ocorregué. Aquesta destrossà els ponts de la ciutat. El mateix any, una plaga de la llagosta hi succeí.
Quan el rei Carlos II morí el any 1700 hi hagué una guerra de successió. Dos candidats volgueren heretar el tron: Felip d'Anjou i Carles d'Hasburg. Aquest conflicte fou especialment virós al Regne de Múrcia perquè el bisbe Luis Beluga Moncada defensà que fos rei Felip d'Anjou. Luis Beluga col·laborà en la causa borbònica. Alacant i Cartagena foren conqueridas pels partidaris del candidat austríac però Múrcia resistí i derrotà un exèrcit del arxiduc Carles en la batalla del Huerto de las Bombas (4 de setembre de 1706). Després de la victòria borbònica a Almansa, el rei Felip V atorgà a la ciutat de Múrcia com a agraïment un lleó portant una flor de lis, la llegenda priscasnovissime exaltat et amor i la sèptima corona al escut de la ciutat.
Després de la Guerra, Múrcia el segle xviii començà una etapa de creixença basada en aplicar el reformisme borbònic. Això poguí ésser d'aquesta manera perquè el segle de 1700 ocorregué la Il·lustració. Les elits governants aplicaren aquesta concepció a Múrcia ràpidament: reformaren i consolidaren el dic. Arboraren la ciutat creant arberedes. Organitzaren una xarxa de clavegueram —el primer des de 1243. Aquestes construccions influïren en la creixença de la població. Doncs el consell permeté que fos ocupada l'altra ribera d'un riu i acabà de ésser bastit el Pont dels Perrils (Puente de Los peligros en castellà). Se projectà el 1758 la Plaça de Camachos que fou terminada el 1766.

### Edat Contemporània
Els premiers anys del segle xix fou força dolent per la Regió en general. En 1808 tingué lloc la Guerra d'Independència espanyola contra el Primer Imperi Francès que pretenia adjudicar el tron al germà de Napoleó Bonaparte, Josep Bonaparte. Per a Múrcia aquesta tingué tres fases: una de èxit el 1808, una altra de invasió i saqueig el any 1809 i l'última de derrota i de retirada dels francesos. L'Horta de Múrcia i el camp foren escenaris del arrabassement i la ciutat de accions bèliques com la batalla del carrer San Nicolás.
Dues dècades després se estava en un context de pugna entre els liberals i els absolutistes. Els primers eren partidaris d'un estat burguès i els segons de l'antic règim. Aquesta situació era acompanyada de un període de modernització. Cap a 1834 la ciutat de Múrcia havia millorat en alguns aspectes de l'urbs, però s'hi conservaven algunes construccions arcaiques com pous cecs. Hi aparegué el enllumenat, els cos de bombers, el sereno, la policia municipal, se controlà l'aprovisionament de l'aigua amb qualitat i serviren pa a la classe popular per a prevenir motius que duguessin a l'alçament social. Les desmortitzacions —Madoz, Mendizábal— possibilitaren que apareguessin les plaçes com aquesta de Santa Isabel. La vida a Múrcia millorà força des del segle anterior i això reflectí en els pressuposts municipals que esdevingueren el 1864 en 1.249.944 pessetes.
Aquesta ciutat intentà combatre l'analfabetisme (el 1846 estava en 87 %) creant una universitat el 1840 on se impartí matemàtiques, filosofia, llatí, botànica i lleis amb altres disciplines. Aquesta fou clausurada el any següent perquè suposà amenaça o font de programes polítics liberals.
La Primera República espanyola apareguí l'11 de febrer de 1873 i amb grans problemes: un entre ells tingué el seu arrel a Múrcia: el cantonalisme. Un exponent d'aquest moviment era el murcià Antonio Galvez Arce. En aquesta etapa històrica la importància d'aquesta ciutat era escassa i la seva causa era la creixent industrializació de Cartagena, que era en aquella època el focus de la regió murciana. Això era la causa que la capital del cantó d'aquesta regió que apareguí el 1873 fos Cartagena en lloc de Múrcia.
Al final del segle xix se consolidà la mentalitat burguesa i el seu hàbitat natural era la ciutat. Això causà la creació a Múrcia d'espais dedicats a recrear-se que esdevingueren en cafès com la Puerta del Sol, l'Oriental i les primeres tavernes. A la part més cèntrica del municipi habitaven els funcionaris i als barris de San Antolín, San Juan i El Carmen les persones de classe obrera. Hi havia al municipi un endarreriment social i aquest tenia lloc concretament a l'àmbit educatiu.
La dictatura franquista a Espanya que tingué lloc el segle xx estava precedida per la dictatura de Primo de Rivera, la Segona República (1931-1936) i la Guerra Civil (1936-1939). Durant aquesta el paisatge murcià canvià i hi hagué una consolidació de la burguesia a Múrcia. Hi hagué una millora en les construccions residencials, en els serveis, en el comerç menor, etc. Casos concrets són la construcció del Puente de Hierro (pont de fer), Hotel Victoria, un edifici de la Plaça de Belluga, el palauet Díaz Cassou del carrer Santa Teresa, el edifici Celdrán de la plaça de Santo Domingo, etc. Endemés, aquest desenvolupament afectà a la configuració de la ciutat vella a causa de la progressiva desaparició de palauets i de edificis emblemàtics —Palau Riquelme, Contraste de la Seda, etc.— que foren reemplaçats per altres edificacions. A això cal afegir les destruccions violentes que ocorregueren durant la Guerra Civil. Foren destruïts l'església de San Antolín, el claustre dels Germans Maristes. En la posguerra se reparà i se recondicionà aquestes edificis i també se reorientà algunes institucions: el Palau Almodóvar deixà de ésser edifici de govern civil, la universitat fou traslladada del Barri del Carmen a l'església de la Merced (ubicació actual). El període de desenvolupament tingué la conseqüència un creixement de la ciutat i amb relació a això se plantejà un pla d'urbanització que incloïa un pla de descongestió del centre de la ciutat. Per això la idea de obrir noves vies de trànsit com el carrer de Correos, l'avinguda Alfonso X el Sabio i la Gran Vía.
Des del setembre de 2017 fins a l'estiu de 2018 veïns protestaren perquè la construcció de l'AVE la passarien per damunt de terra, dividint la ciutat. El 2018 finalment se'ls va prometre el soterrament de l'AVE.

## Llocs d'interès cultural
A continuació els edificis d'interès cultural:

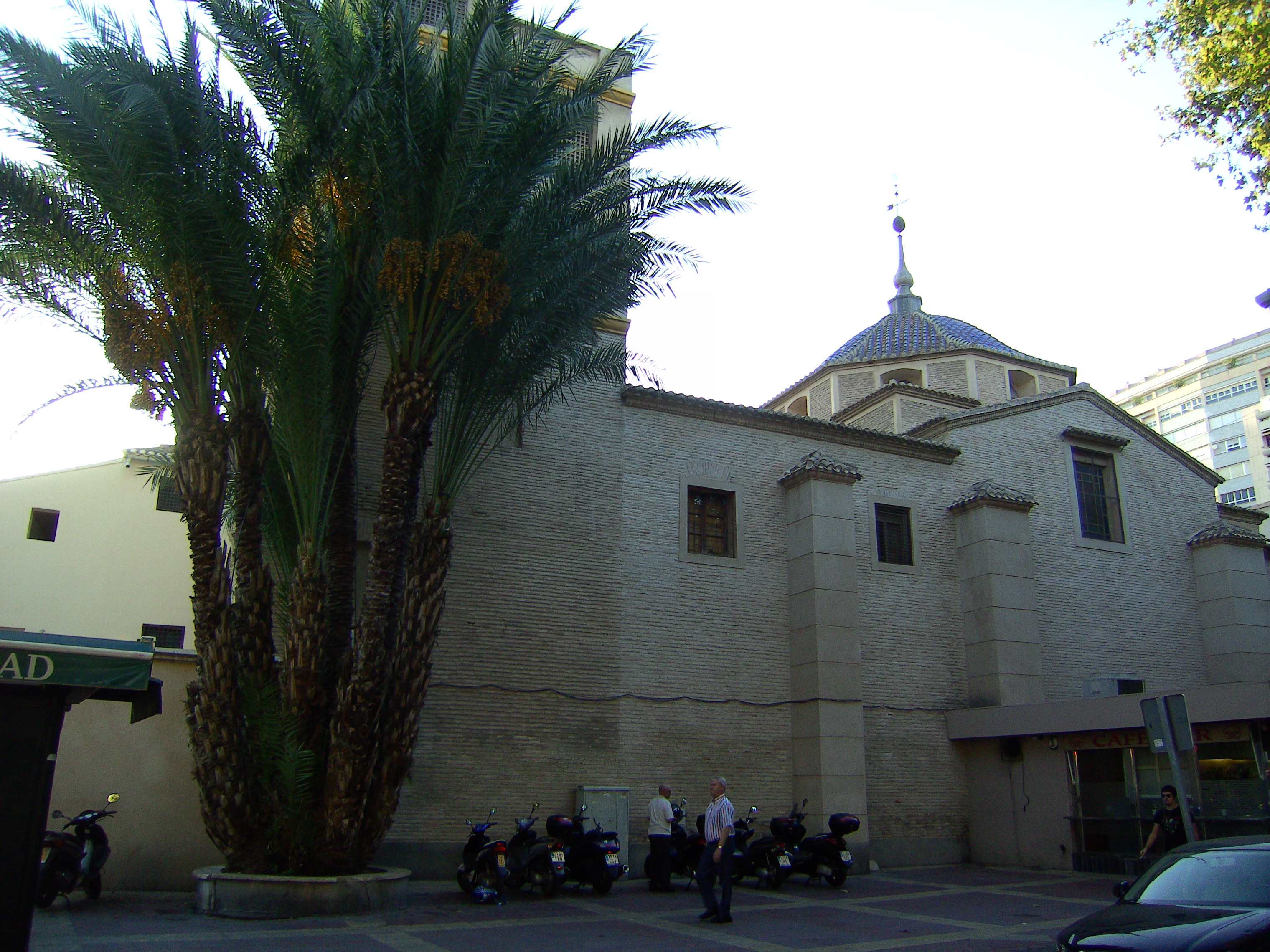
Monestir de Santa Clara

### Monuments

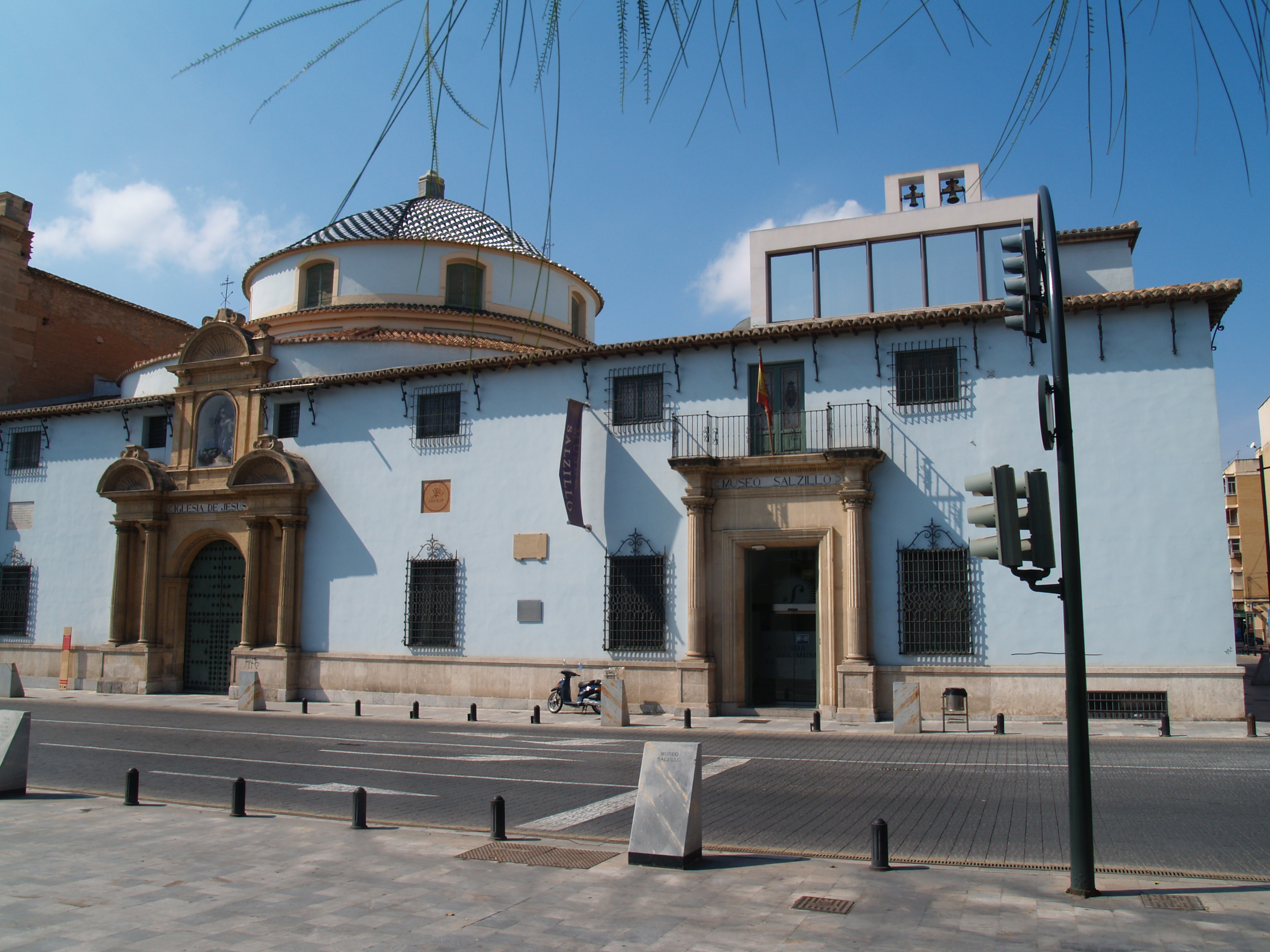
Museu Salzillo

- Catedral
- Casino
- Monestir de Santa Clara
- Claustre Universidad de Murcia
- Santuari de la Fuensanta
- Edifici municipal en plaza Beluga
- Plaça de Las Flores
- Plaça Circular
- Puente Viejo (Pont Vell)
- Pont sobre el riu Segura

### Museus
- Museu de la Ciencia y el Agua (Museu de la Ciència i l'Aigua)
- Centro de Arte Palacio Almudí (Centre d'Art Palau Almudí)
- Espacio Molino del Río Caballerizas (Espai Molí del Riu Caballerizas
- Museu Salzillo
- Museu taurí
- Portes de Castilla
- Museu Ramón Gaya
- Museu de la ciutat